# کوکوملون
کوکوملون (انگلیسی: Cocomelon) یک کانال در یوتیوب است. این کانال از سال ۲۰۰۶ تا ۲۰۱۳ با نام ThatsMEonTV و از سال ۲۰۱۳ تا ۲۰۱۸ با نام ABC Kid TV شناخته می‌شد. این کانال در زمینه پویانمایی ویدئوهای سه بعدی فعالیت دارد و تا جولای ۲۰۲۱، دومین کانال پربازدید در یوتیوب است.
کوکملون یک انیمیشن محبوب برای کودکان است که در آن شخصیت‌های رنگارنگ و دوست‌داشتنی به نام‌های "کوکملون" و دوستانش ماجراهای مختلفی را تجربه می‌کنند. این برنامه به یادگیری مفاهیم پایه مانند رنگ‌ها، اعداد و مهارت‌های اجتماعی کمک می‌کند. موسیقی و آهنگ‌های شاد در این برنامه وجود دارد که بچه‌ها را سرگرم می‌کند. 